# France-Albert René
France Albert René (Victoria, 1935. november 16. – Mahé, 2019. február 27.) Seychelle-szigeteki ügyvéd, politikus. 1976 és 1977 között a Seychelle-szigetek miniszterelnöke, majd 2004 - ig az ország elnöke.

## Élete
1964 - ben alapító tagja lett a baloldali Seychelle-i Népi Egységpártnak (SPUP) a mai Seychelle-i Népi Progresszív Front elődjének[forrás?]. 1976 - ban Sechelle elnyerte függetlenségét és az ekkor tartott parlamenti választáson az SPUP második helyen végzett a James Mancham vezette, piacbarát Seychelle-i Demokrata Párt mögött. A két párt koalícióra lépett: Mancham lett az ország köztársasági elnöke, René pedig a miniszterelnök.
1977 - ben, vértelen puccsal megdöntötték Mancham hatalmát és René elfoglalta az elnöki posztot. Egypárti, szocialista rendszert épített ki, ami – noha ellene 1981 - ben és 1982 - ben is puccsot kíséreltek meg – egészen a szocialista blokk hanyatlásáig, a '90-es évekig fennmaradt. Ekkor átmenet kezdődött egy többpárti, de az állam erős gazdasági pozícióit megőrző politikai rendszer irányába.
René az ország politikai rendszerének demokratikus átalakulás után is megőrizte hatalmát. Háromszor – 1993 - ban, 1998 - ban és 2001-ben – is köztársasági elnökké választották. 2004 - ben lemondott az elnökségről James Michel alelnök javára.

## Fordítás
- Ez a szócikk részben vagy egészben  a   France-Albert_René című angol Wikipédia-szócikk fordításán alapul.  Az eredeti cikk szerkesztőit annak laptörténete sorolja fel. Ez a jelzés csupán a megfogalmazás eredetét és a szerzői jogokat jelzi, nem szolgál a cikkben szereplő információk forrásmegjelöléseként.